# IZombie
iZombie är en amerikansk TV-serie där karaktären Liv (Rose McIver) är både zombie och detektiv. Serien hade premiär 17 mars 2015 på The CW.
I Sverige visas serien i Kanal 11.

## Rollista (i urval)
- Rose McIver – Olivia "Liv" Moore
- Malcolm Goodwin – Clive Babineaux
- Rahul Kohli – Dr. Ravi Chakrabarti
- Robert Buckley – Major Lilywhite
- David Anders – Blaine "DeBeers" McDonough